# Фернандо Сімон
Фернандо Сімон Сорія (ісп. Fernando Simón Soria, нар. 29 липня 1963, Сарагоса) — іспанський лікар-епідеміолог і науковець, який є директором Координаційного центру медичного оповіщення та надзвичайних ситуацій при міністерстві охорони здоров'я Іспанії. У 2014 році він отримав широку популярність як прес-секретар спеціального комітету з хвороби, спричиненої вірусом Ебола, в Іспанії, і подібну роль він відігравав під час пандемії COVID-19. 30 березня 2020 року у Сімона підтверджено позитивний результат тесту на коронавірус.

## Ранні роки життя і навчання
Фернандо Сімон народився в Сарагосі, він закінчив медичний факультет Університету Сарагоси та спеціалізувався на громадській охороні здоров'я та епідеміології в Лондонській школі гігієни та тропічної медицини. Сімон проходив навчання за європейською програмою навчання з інтервенційної епідеміології в Європейському центрі з профілактики та контролю захворюваності.

## Кар'єра
Фернандо Сімон працював директором Центру дослідження тропічних хвороб в провінції Маніка в Мозамбіку та лікарні Нтіта в Бурунді. Він також був директором програм у Національному центрі епідеміології Іспанії і координатором відділу медичного оповіщення та надзвичайних ситуацій у міністерстві охорони здоров'я Іспанії з 2003 по 2011 рік. На 2023 рік він є професором Національної школи громадського здоров'я та член консультативного комітету Європейського центру з профілактики та контролю захворюваності.
У червні 2020 року Фернандо Сімон отримав нагороду «Emilio Castelar 2020».